# Baobab prison

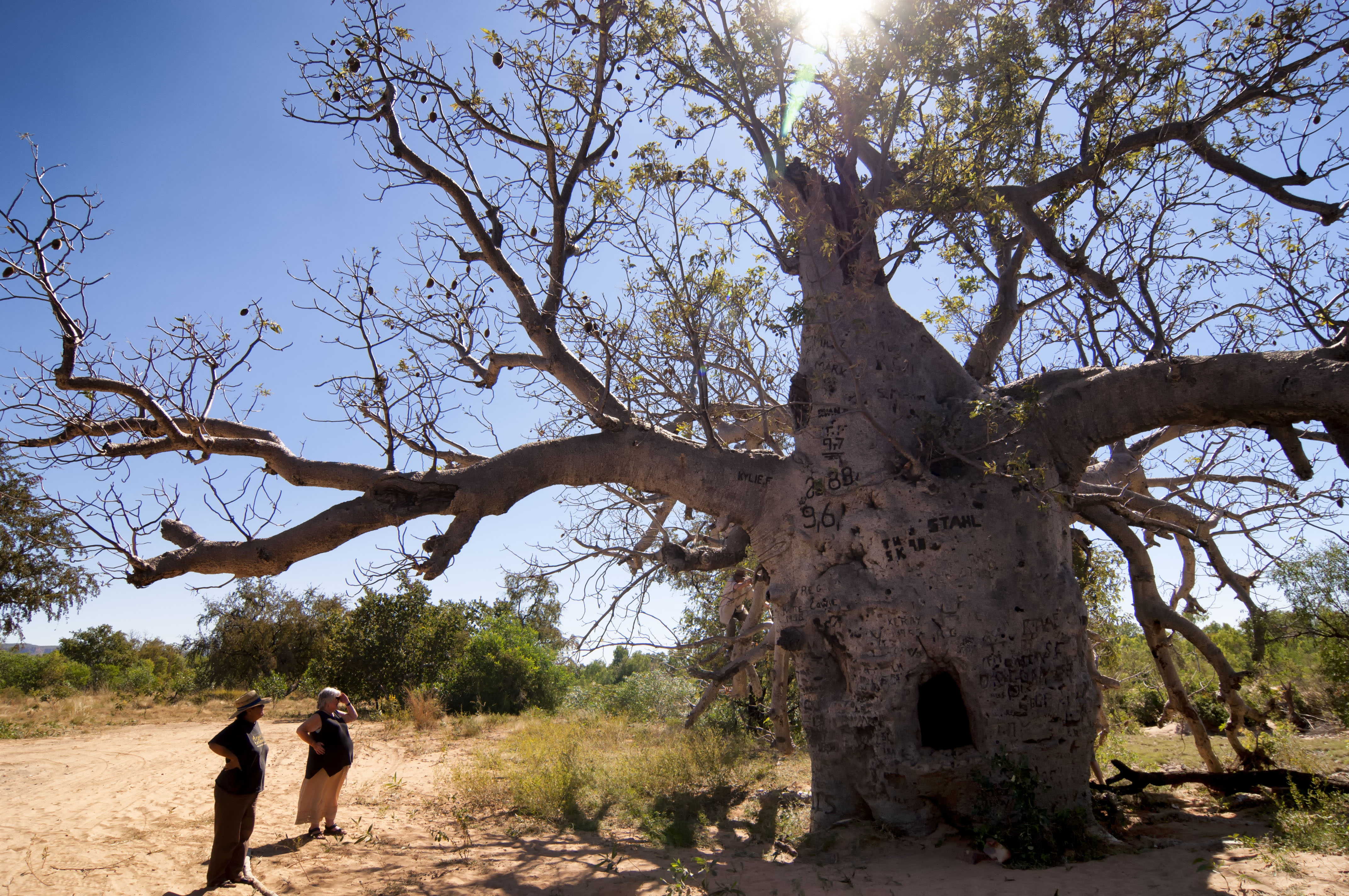
Le « baobab prison » de.

Les baobabs prisons (en anglais Boab prison tree) sont de vieux baobabs (Adansonia gregorii) au tronc creux du nord de l'Australie-Occidentale, dans le Kimberley, qui furent utilisés à la fin du XIXe siècle, durant la période coloniale, pour y enfermer des prisonniers aborigènes.

## Arbre prison de Wyndham
L'arbre prison de Wyndham (en) est un grand baobab creux qui se trouve à 40 km au sud de cette agglomération, près de la Digger's Rest et du barrage de Moochalabra, sur la route de la River King,. Il était jadis connu sous le nom de Hillgrove Lockup (« prison de Hillgrove »), ainsi qu'en témoigne l'inscription gravée dans le tronc. À la fin du XIXe siècle, la police locale y avait aménagé une ouverture donnant accès à une cellule d'une superficie d'environ 9 m2 à l'intérieur du tronc, pouvant contenir jusqu'à trente personnes,. Cet arbre qui atteint 9 m de haut, avec une circonférence de 15 m, était utilisé pour loger les prisonniers en route vers la ville pour y être jugés ; lorsque le nombre de prisonniers était trop important, certains étaient alors enchaînés au tronc.

## Arbre prison de Derby

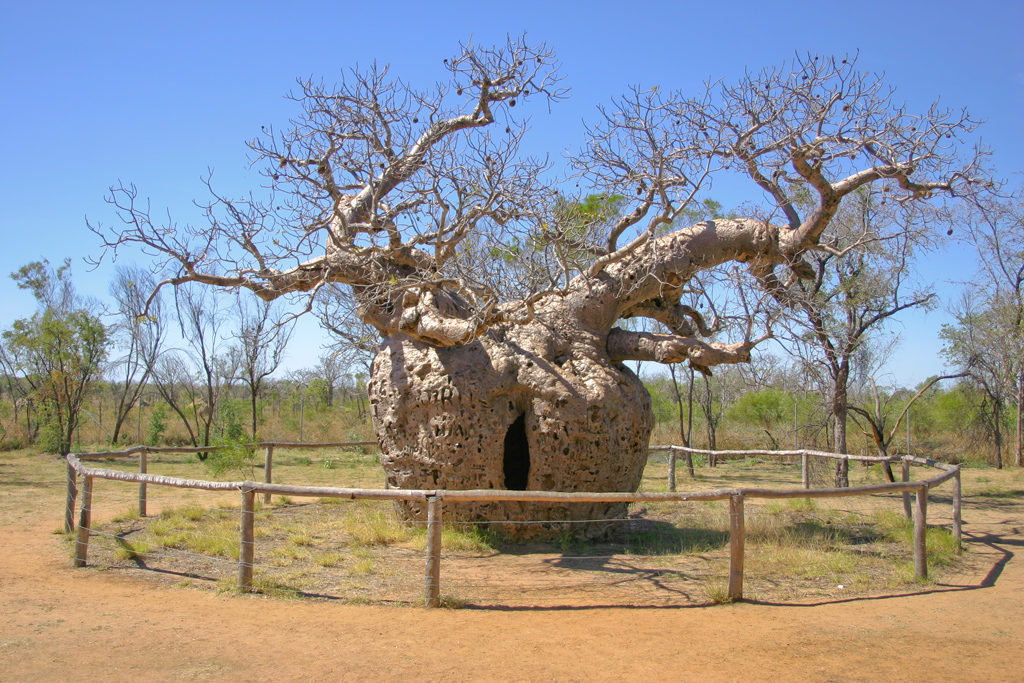
Le « baobab prison » de Derby en Australie.

À 7 km au sud de Derby, un vieux baobab creux est réputé avoir été utilisé dans les années 1880 comme cellule pour les jeunes aborigènes du Kimberley capturés par les colons et amenés à Derby pour en faire des pêcheurs de perles. Cet arbre serait âgé de plus de 1 500 ans et la circonférence de son tronc atteint 14 m ; il est percé d'une ouverture large de un mètre et haute de deux mètres par laquelle entraient les prisonniers. Cet usage est toutefois remis en question.
Cet arbre, toujours debout et protégé par une clôture, est devenu une attraction touristique,,.

## Dans la littérature
« ... le baobab prison... l'immense creux de son ventre caverneux emprisonnait malgré lui les esclaves indigènes. Cloîtrés comme des bêtes avant d'aller brosser les perles océanes, les aborigènes par fagots de sept, perdaient pour toujours la joie des grands espaces. »

— Marc Lasserre, L'Australie poétique.
Cette utilisation du baobab creux est aussi évoquée dans un roman de littérature jeunesse, The Curse of the Crocodile King (« La Malédiction du roi Crocodile »), de Susan Gates.